# Polystichum braunii var purshii x lonchitis
Polystichum braunii var purshii x lonchitis là một loài dương xỉ trong họ Dryopteridaceae. Loài này được Ewan mô tả khoa học đầu tiên năm 1944.
Danh pháp khoa học của loài này chưa được làm sáng tỏ. 

## Hình ảnh